# Upplands runinskrifter Fv1968;276
Upplands runinskrifter Fv1968;276 är ett vikingatida runstensfragment av sandsten som hittades i kyrkoruinen "Flasta mur", Skoklosters socken och Håbo kommun. Fragmentet hittades 1967 vid en utgrävning av Flasta mur. Det förvaras på SHM.

## Inskriften
Translitterering av runraden:
...ʀ : letu : --aru... ...
Normalisering till runsvenska:
... letu [g]ærv[a] ...
Översättning till nusvenska:
... läto göra ...